# 广州城市快捷路
广州城市快捷路是中华人民共和国廣東省广州市中心城区内环路与环城高速之间的环形快捷道路。工程于2005年1月动工，2006年5月全线通车，总投资约32亿元。
城市快捷路主要由广园路、科韵路、新滘路、工业大道四段组成，其北段利用已建成的广园西路、广园中路和广园东路部分路段，东段新建科韵路，利用琶洲大桥跨越珠江，接入新滘南路，南段扩建新滘南路东段、新建新滘南路西段，西段扩建工业大道，并利用内环路西段接入广园西路闭合成环。
全长42.6公里，其中新建道路28.2公里。全线新建、改造立交13座、分离式立交5座、人行过街设施32座，天桥30座、隧道2座，全程只保留两处红绿灯。道路按城市主干路标准设计，全线主线双向8车道，立交主线6车道，设计时速60公里。整个道路系统串通广州市区内的广州大道、中山大道、黄埔大道、新港东路、东晓南路、新光快速路等主干道路，弥补广州市中心城区路网布局结构偏心的缺陷。将来打算扩建并连通芳村，以缓解珠江隧道的交通压力，及加强芳村与老城区的联系。